# Henry Lauterbach
Henry Lauterbach (22 ottobre 1957) è un ex lunghista tedesco.

## Palmarès

### Europei indoor
- 1 medaglia:
  - 1 oro (Torino 1982)